# BMW Masters 2013
De BMW Masters 2013 liep van 24 tot en met 27 oktober, dat deel uitmaakte van de Europese PGA Tour 2013. Het toernooi vond plaats in Shanghai, China en werd gespeeld op de golfbaan van de Lake Malaren Golf Club. Titelverdediger is Peter Hanson. Het prijzengeld is US$ 7.000.000 (€ 5.331.000)

## Final Series
De BMW Masters is het eerste toernooi van de vier toernooien van de Finale van het seizoen. Deze Final Series bestaat uit de BMW Masters en de WGC - HSBC Champions in Shanghai, het Turks Open in Belek en het World Tour Championship in Dubai. De Final Series heeft haar eigen regels. Om mee te doen aan het laatste toernooi, de Tour Championship, moeten de spelers twee van de drie voorgaande toernooien hebben gespeeld. Dit garandeert voor ieder toernooi een spelersveld met topspelers. Ook moet het prijzengeld minimaal 7.000.000 dollar per toernooi bedragen.

## Hole-in-One
BWM heeft een BMW M6 Gran Coupé ter beschikking gesteld voor de eerste hole-in-one die tijdens de BMW Masters gemaakt wordt.

## Verslag
De baan is ontworpen door Jack Nicklaus en heeft een par van 72. Voor veel spelers van de Aziatische Tour is dit toernooi de laatste kans om hun spelerskaart voor 2014 veilig te stellen. De top-60 van de AT-Order of Merit mag in 2014 weer meedoen.

### Ronde 1
Na ronde 1 werden de eerste drie plaatsen ingenomen door drie Amerikaanse spelers. De 23-jarige Luke Guthrie heeft eerder dit jaar het Brits Open gespeeld maar verder nog aan geen toernooien van de Europese Tour meegedaan dus zijn naam is in Europa onbekend.  Hij staat echter in de top-100 van de wereldranglijst. John Daly is een bekende en beruchte speler en Tommy Fleetwood heeft een opmerkelijk goede start van zijn carrière gemaakt met al twee overwinningen sinds hij in 2010 professional werd.
Joost Luiten had sinds enkele dagen last van een schouderblessure en trok zich na zijn eerste afslag terug. Nicolas Colsaerts eindigde met +2 op de gedeeld 30ste plaats. Wen-yi Huang is de enige Chinees die onder par speelde.

### Ronde 2
Guthrie was een van de acht spelers die onder de 70 scoorde en daarmee bleef hij aan de leiding. Zes spelers, die allen 70 of lager scoorden, eindigden op de 2de plaats: Paul Casey, Simon Dyson, Ricardo Gonzalez, Thongchai Jaidee, Scott Jamieson en Craig Lee. Peter Uihlein maakte acht bogeys en zakte naar de 19de plaats.

### Ronde 3
Dit toernooi geeft geen cut. Rafa Cabrera Bello kwam naast Guthrie aan de leiding na een ronde van 67 en Gonzalo Fernández-Castaño steeg naar de 3de plaats. John Daly speelde de laatste acht holes acht slagen boven par en zakte af naar de 36ste plaats.

### Ronde 4
Hoewel Gonzalo Fernández-Castaño met een dubbelbogey eindigde, won hij toch dit toernooi. Op de 2de plaats eindigden Thongchai Jaidee en Francesco Molinari, die met een score van 64 nog even het toernooirecord op zijn naam zette.
Na elke ronde stond een andere Chinese speler aan de nationale top. Na ronde 4 was dit de 18-jarige Hao-tong Li, die dankzij een laatste ronde van 66 op een totaalscore van +3 kwam en een gedeeld 42ste plaats eindigde.
| Naam                      | R2D | OWGR | AT | Score R1 | Score R1 | Nr  | Score R2 | Score R2 | Totaal | Nr  | Score R3 | Score R3 | Totaal | Nr  | Score R4 | Score R4 | Totaal | Nr  |
| ------------------------- | --- | ---- | -- | -------- | -------- | --- | -------- | -------- | ------ | --- | -------- | -------- | ------ | --- | -------- | -------- | ------ | --- |
| Gonzalo Fernández-Castaño | 35  | 60   | =  | 71       | -1       | T11 | 71       | -1       | -2     | T0  | 67       | -5       | -7     | 3   | 68       | -4       | -11    | 1   |
| Francesco Molinari        | 11  | 48   | =  | 72       | par      | T16 | 71       | -1       | -1     | T7  | 71       | -1       | -2     | T14 | 64       | -8       | -10    | T2  |
| Thongchai Jaidee          | 6   | 61   | =  | 70       | -2       | T4  | 70       | -2       | -4     | T4  | 72       | par      | -4     | T16 | 66       | -6       | -10    | T2  |
| Luke Guthrie              | =   | 85   | =  | 65       | -7       | 1   | 71       | -1       | -8     | 1   | 72       | par      | -8     | T1  | 71       | -1       | -9     | 4   |
| Peter Uihlein             | 10  | 68   | =  | 69       | -3       | 3   | 75       | +3       | par    | T19 | 69       | -3       | -3     | T10 | 67       | -5       | -8     | T5  |
| Rafa Cabrera Bello        | 49  | 125  | =  | 73       | +1       | T22 | 68       | -4       | -3     | T6  | 67       | -5       | -8     | T1  | 73       | +1       | -7     | T8  |
| Nicolas Colsaerts         | 30  | 55   | =  | 74       | +2       | T30 | 76       | +4       | +6     | T51 | 72       | par      | +6     | T45 | 70       | -2       | +4     | T44 |
| John Daly                 | =   | 447  | =  | 68       | -4       | 2   | 74       | +2       | -2     | T9  | 78       | +6       | +4     | T36 | 73       | +1       | +5     | T48 |
| Mu Hu                     | =   | 537  | 49 | 75       | +3       | T39 | 73       | +1       | +4     | T51 | 75       | +3       | +7     | T49 | 80       | +8       | +15    | T67 |
| Wen-yi Huang              | 175 | 523  | =  | 71       | -1       | T11 | 79       | +7       | +6     | T51 | 78       | +6       | +12    | T68 | 78       | +6       | +18    | T72 |
| Joost Luiten              | 11  | 57   | =  | WD       |          |     |          |          |        |     |          |          |        |     |          |          |        |     |

| Leider |  | Toernooirecord |  | MC = missed cut = cut gemist |  | DQ = disqualified |  | R2D = Race To Dubai | OWGR = Wereldranglijst |  | AT = ranglijst Aziatische Tour |

Diskwalificatie
Simon Dyson werd tijdens ronde 2  van dit toernooi gediskwalificeerd wegens overtreding van een regel. Op de green van hole 8 had hij zijn bal gemerkt en opgenomen. Daarna repareerde hij een pitchmark ... tot zover was alles correct ... maar daarna drukte hij de oneffenheid met zijn bal plat. Dat mocht niet. Een speler mag de green niet testen. Toen hij op een video op zijn overtreding werd gewezen, gaf hij toe dat hij onnadachtzaam maar schuldig was. Hij kreeg een boete van £ 30.000 en een voorwaardelijke schorsing van twee maanden.

## Spelers
Er doen 78 spelers mee, waarvan 60 uit de top van de wereldranglijst en 14 van de Chinese PGA. Er zullen vier spelers op uitnodiging spelen.
De Belgische deelnemer Nicolas Colsaerts staat op de wereldranglijst van 18 augustus in de top-50. De Nederlandse Joost Luiten staat nummer 88 op de wereldranglijst. Robert-Jan Derksen staat nummer 340.
| Wereldranglijst - Felipe Aguilar - Thomas Aiken - Thomas Bjørn - Grégory Bourdy - Rafa Cabrera Bello - Alejandro Cañizares - Paul Casey - George Coetzee - Nicolas Colsaerts - Eduardo de la Riva - Luke Donald - Jamie Donaldson - Victor Dubuisson - Simon Dyson - Gonzalo Fdez-Castaño - Darren Fichardt - Ross Fisher - Tommy Fleetwood - Marcus Fraser - Stephen Gallacher - Ricardo Gonzalez | - Branden Grace - Matthew Griffin - Luke Guthrie - Peter Hanson - Padraig Harrington - David Horsey - David Howell - Mikko Ilonen - Raphaël Jacquelin - Thongchai Jaidee - Scott Jamieson - Miguel Ángel Jiménez - Martin Kaymer - Simon Khan - Søren Kjeldsen - Pablo Larrazábal - Paul Lawrie - Craig Lee - Shane Lowry - Matteo Manassero - Graeme McDowell | - Rory McIlroy - Francesco Molinari - Gareth Mulroy - Alex Norén - Thorbjørn Olesen - Louis Oosthuizen - Ian Poulter - Julien Quesne - Brett Rumford - Ricardo Santos - Marcel Siem - Henrik Stenson - Richard Sterne - Peter Uihlein - Marc Warren - Lee Westwood - Steve Webster - Bernd Wiesberger - Danny Willett - Chris Wood | Invitaties - Maximilian Kieffer - John Daly - Paul McGinley Chinese PGA - Matthew Griffin - Shao-cai He - Mu Hu (AT 49) - Ming-jie Huang - Wen-yi Huang - Hao-tong Li - Xin-yang Li - Xuen-cheng Li - Wen-chong Liang (AT 4) - Dong Su - Ashun Wu - Lian-wei Zhang (AT 122) - Xin-jun Zhang Amateur - Yan-Wei Liu |